# Svetozar Musić
Svetozar Musić, hrvatski kemičar, redovni član HAZU od 2016. godine.

## Životopis
Sustavno se bavi vrhunskim istraživanjima metalnih oksida i oksidnih stakala, njihovih čvrstih otopina, kemijskih i fizičkih svojstava, kristalnosti, termičke stabilnosti, korozije i faznih pretvorbi primjenom suvremenih tehnika: Mössbauer i Raman spektroskopije, rendgenske difrakcije, elektronske mikroskopije. Spomenuta istraživanja dovela su do iznimno važnih spoznaja o materijalima i nanomaterijalima od znanstvene i tehnologijske važnosti te su pridonijela ispravljanju niza netočnosti u literaturi. Dr. sc. S. Musić objavio je 250 znanstvenih radova koji se navode u CC-u, citiranih više od 5.000 puta, te niz radova u ostalim časopisima (h-indeks = 37). Jedan je od najproduktivnijih hrvatskih prirodoslovaca. Velika većina njegovih radova temelji se na originalnim idejama, a istraživanja su dominantno ostvarena u Zagrebu. Dr. sc. S. Musić svojom ukupnom djelatnošću zalagao se za napredak znanosti u našoj sredini i za prosperitet Republike Hrvatske. Ostvario je novi pravac znanstvenih istraživanja na nacionalnoj razini i postigao iznimnu međunarodnu prepoznatljivost. Osnovao je i vodio Laboratorij za sintezu novih materijala i Zavod za kemiju materijala. Nabavio je i instalirao visokorazlučujući elektronski mikroskop, rendgenski difraktometar, spektrometre za razna zračenja, među kojima i dva Mössbauerova spektrometra, jedina u Hrvatskoj. Bio je mentor pri izradi 20 doktorskih i magistarskih radova te koordinator programa Novi funkcionalni materijali, u kojemu je sudjelovalo nekoliko institucija. Dobitnik je Nagrade HAZU za znanstveni rad. Izabran je za člana suradnika HAZU 2010. Bio je član programskih odbora i predsjedatelj niza međunarodnih skupova. U njegovu čast održan je, pod pokroviteljstvom Razreda za matematičke, fizičke i kemijske znanosti, međunarodni znanstveni skup Mediterranean Conference on the Applications of the Mössbauer Effect (Zadar, 2015.). U pripremi je posebni broj časopisa Croatica Chemica Acta u povodu njegova 70. rođendana i 45. godine znanstvenoga rada. Bio je član saborskoga Vijeća za nuklearnu sigurnost, član Povjerenstva za Nuklearnu elektranu Krško, ekspert Međunarodne agencije za atomsku energiju, a sada je ekspert za znanost o materijalima i sintetičku kemiju pri Europskoj komisiji. Predložen je za redovnoga člana HAZU, a prijedlog je poduprio i Institut Ruđer Bošković.